# Paraschema detectendum
Paraschema detectendum är en fjärilsart som beskrevs av Povolny 1990. Paraschema detectendum ingår i släktet Paraschema och familjen stävmalar. Inga underarter finns listade i Catalogue of Life.